# Здание военно-походной канцелярии
Здание военно-походной канцелярии — памятник архитектуры. Расположен в Санкт-Петербурге, современный адрес дома — Захарьевская улица, 17.
Дом построен в 1807—1808 годах неизвестным архитектором (вероятно, Л. Руска), первый его владелец — Кашкаров.
К главному корпусу примыкают дворовые флигеля, стоящие вплотную к границам соседних участков. Центральная часть фасада украшена шестью трёхчетвертными колоннами ионического ордера, над которыми — архитрав, карниз и треугольный фронтон. Фасад украшен десятью барельефами (всего 4 сюжета, три из них повторяются дважды, один — четыре раза). В середине XIX века к фасаду пристроили эркер, который разобрали в 1950-х годах при реставрации.
На первом этаже в некоторых помещениях сохранились своды, на втором этаже в одном из помещений есть лепной карниз с модульонами.
В 1820—1830-е годы здание принадлежало Шпалерной мануфактуре, в 1840-х годах его занимало придворное экипажное заведение. На 2010—2020-е годы в здании расположено Санкт-Петербургское отделение Российского творческого союза работников культуры и офисы.

## Галерея

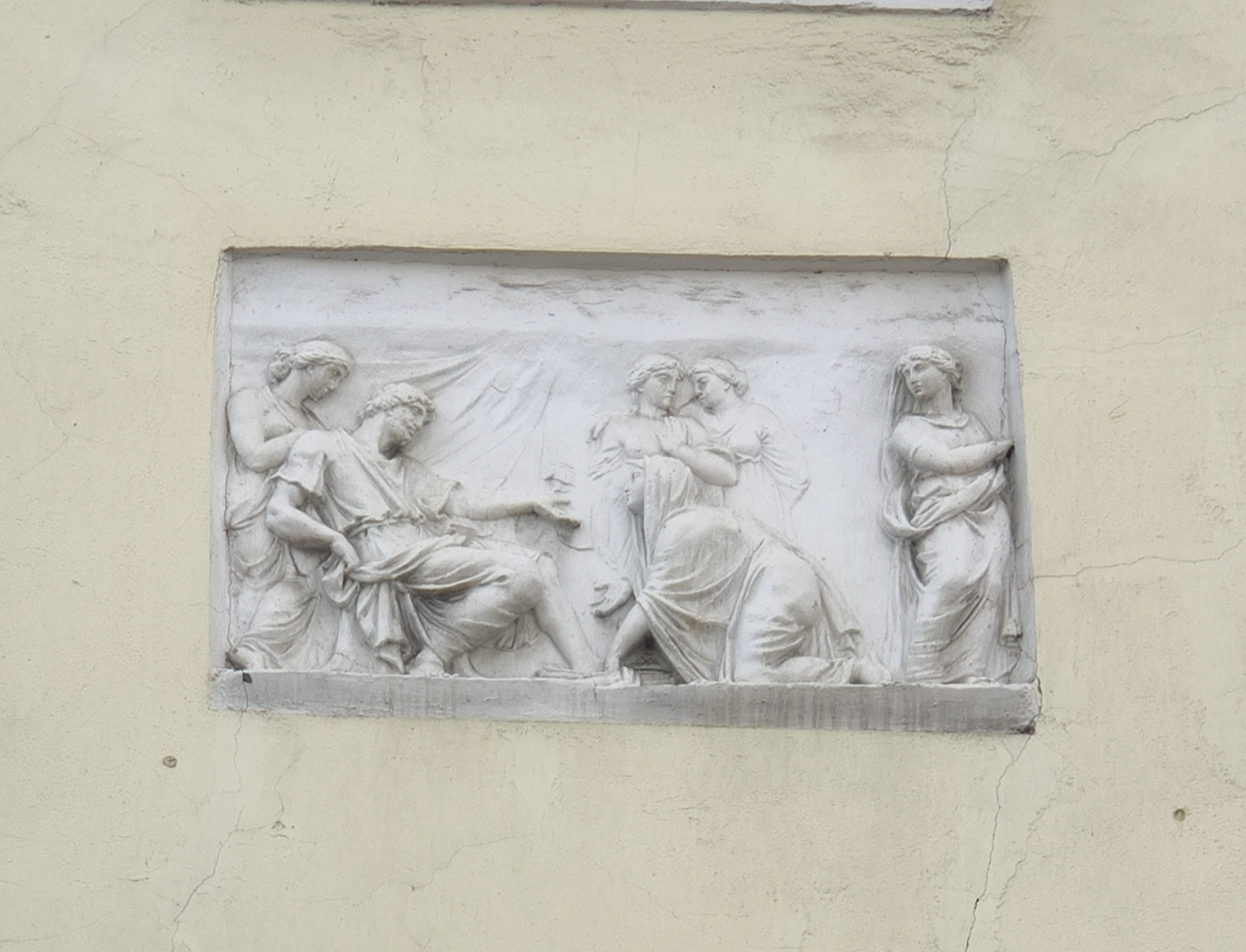
Повторяющийся четыре раза сюжет
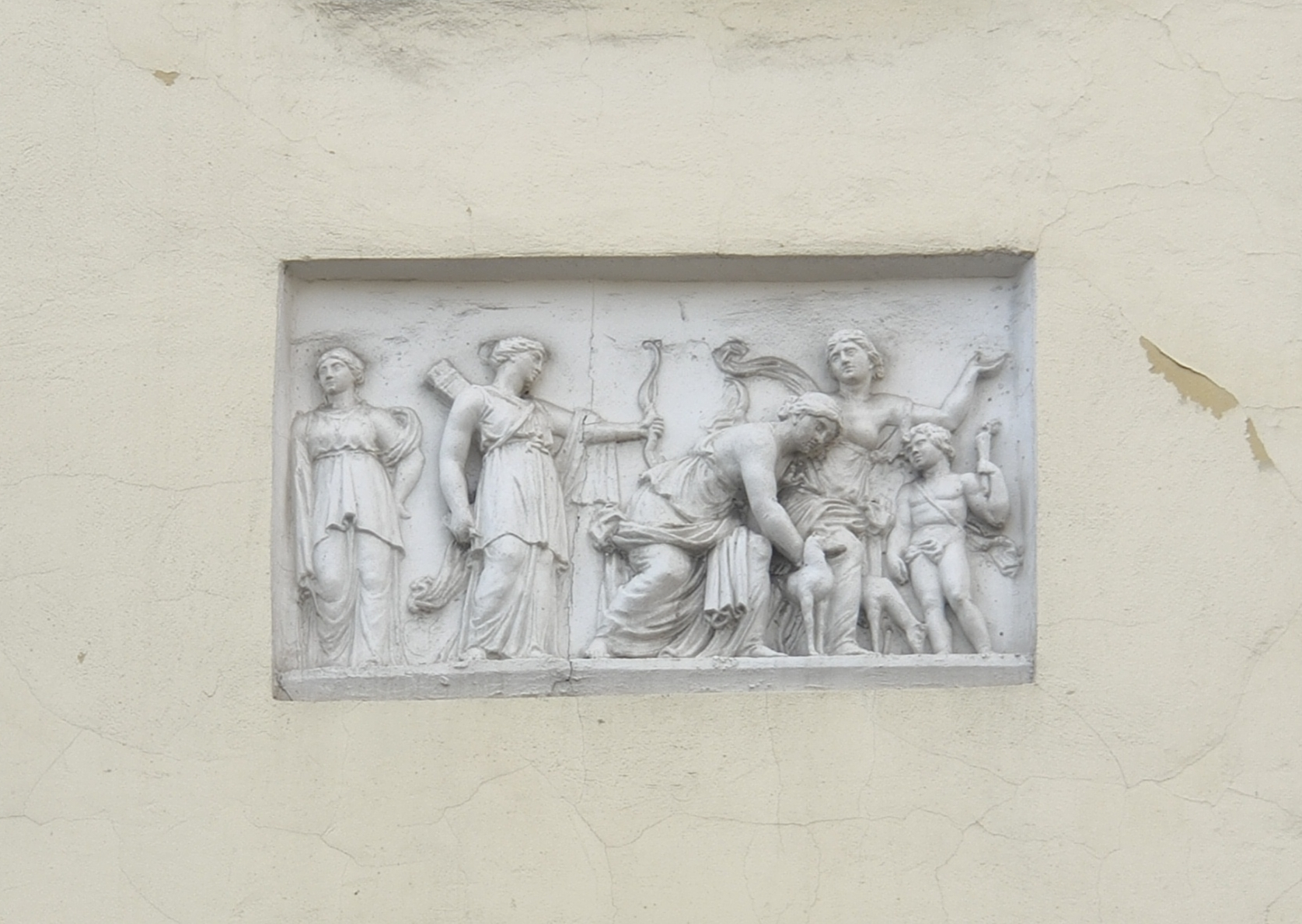
Повторяющийся дважды сюжет
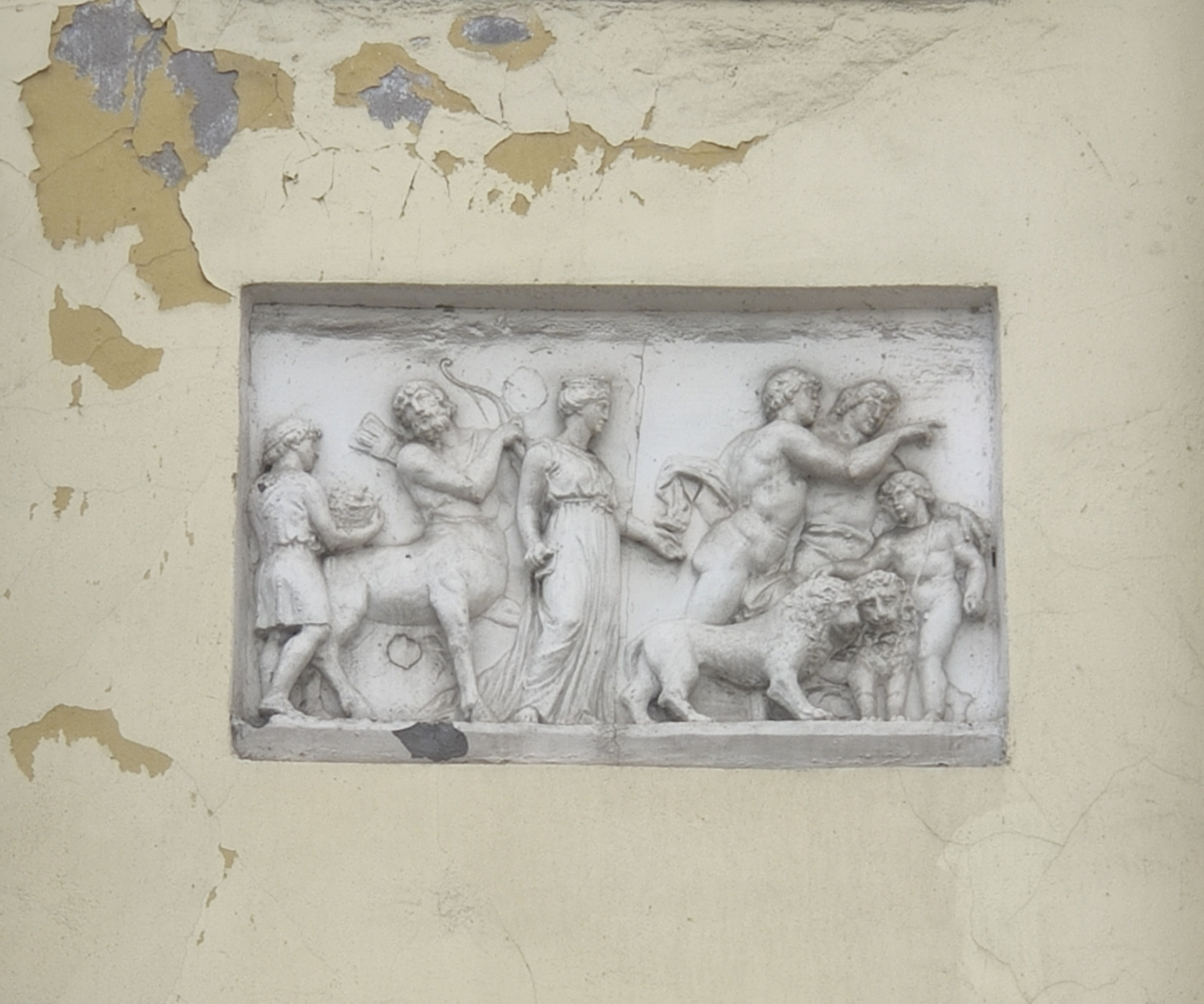
Повторяющийся дважды сюжет
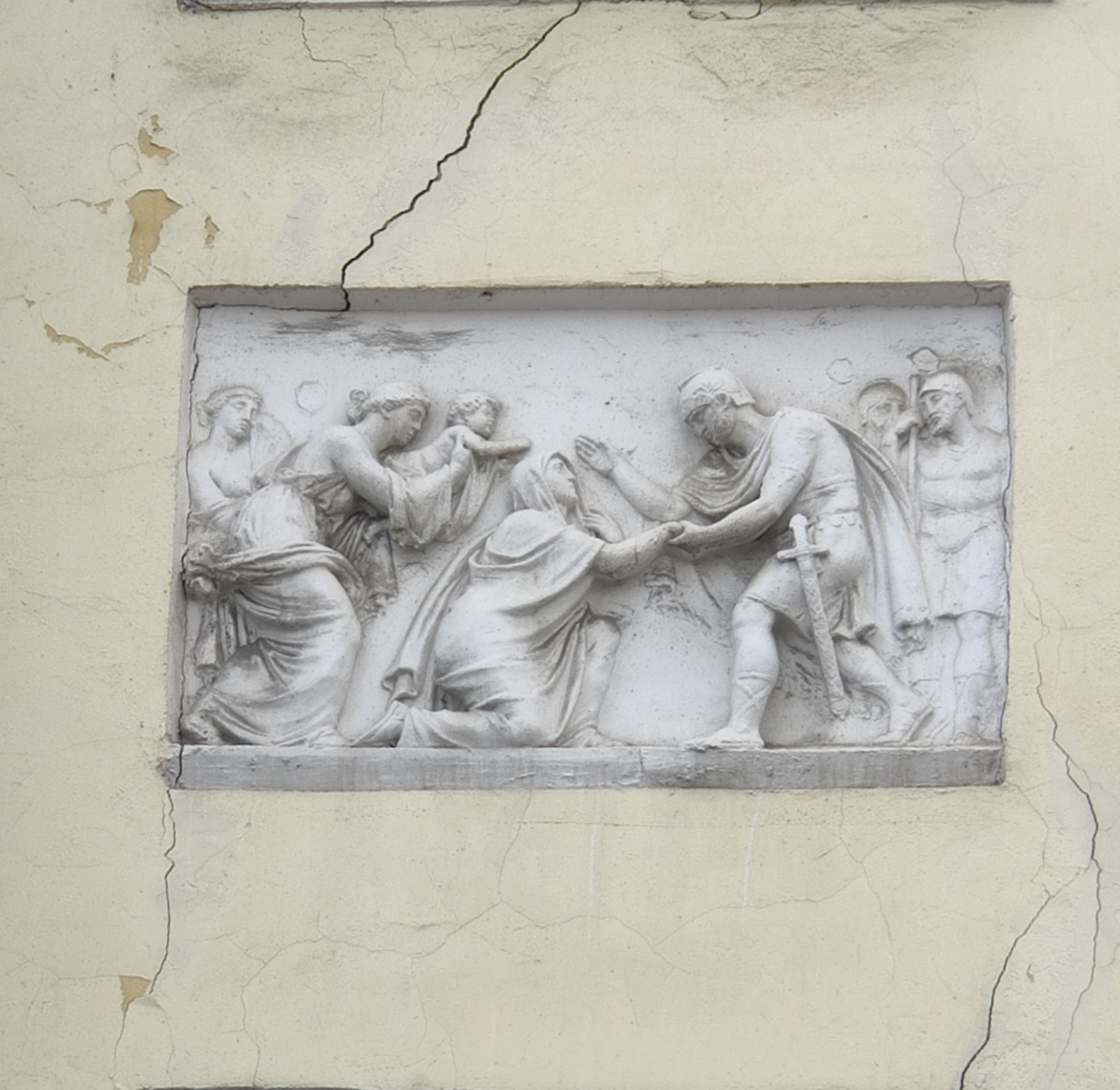
Повторяющийся дважды сюжет